# Cipriano Garijo y Aljama
Cipriano Garijo y Aljama (Montoro, Còrdova, 1838 - Madrid, 1911) fou un advocat i polític espanyol. Estudià dret i s'establí a Madrid, on milità al Partit Liberal i el 1874 fou nomenat governador civil de les Illes Balears. El 1881 fou elegit diputat per primer cop al Congrés dels Diputats per la circumscripció d'Eivissa i Formentera, i ho fou novament el 1891 i 1893. Durant la darrera legislatura es va proposar el seu nomenament com a intendent a Cuba, però el canvi de govern frustrà el nomenament.
A les eleccions generals espanyoles de 1896 i 1901 fou elegit diputat per la província de Lleida (circumscripció de les Borges Blanques, i a les de 1905 i 1910 ho fou novament per la circumscripció d'Eivissa. Morí un any després i fou nomenat fill adoptiu d'Eivissa.